# بيت يورك
بيت يورك (بالإنجليزية: Pete York)‏ هو طبال بريطاني، ولد في 15 أغسطس 1942 في ميدلزبرة في المملكة المتحدة.

## وصلات خارجية
- الموقع الرسمي
- بيت يورك على موقع IMDb (الإنجليزية)
- بيت يورك على موقع ألو سيني (الفرنسية)
- بيت يورك على موقع ميوزك برينز (الإنجليزية)
- بيت يورك على موقع أول موفي (الإنجليزية)
- بيت يورك على موقع قاعدة بيانات الأفلام السويدية (السويدية)
- بيت يورك على موقع أول ميوزيك (الإنجليزية)
- بيت يورك على موقع ديسكوغز (الإنجليزية)
- بيت يورك على موقع قاعدة بيانات الفيلم (الإنجليزية)
- بيت يورك على موقع كينوبويسك (الروسية)